# Borki-Hiczyce (gmina)
Borki-Hiczyce (lub Borki-Giczyce; od 1931 Iwacewicze) – dawna gmina wiejska istniejąca do 1931 roku w woj. poleskim II Rzeczypospolitej (obecnie na Białorusi). Siedzibą gminy były Iwacewicze.
Nazwa gminy pochodziła od wsi Borki i Hiczyce.
Początkowo gmina należała do powiatu słonimskiego. 12 grudnia 1920 r. została przyłączona do nowo utworzonego powiatu kosowskiego pod Zarządem Terenów Przyfrontowych i Etapowych. 19 lutego 1921 r. wraz z całym powiatem weszła w skład nowo utworzonego województwa poleskiego. 9 września 1931 roku gminę Borki-Giczyce przemianowano na gminę Iwacewicze  z siedzibą w Iwacewiczach.